# 远西班牙

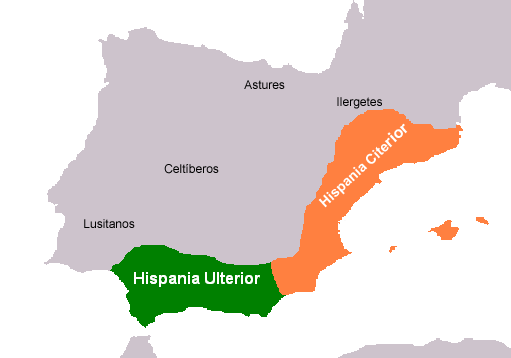
公元前197年的伊比利亚半岛

远西班牙（拉丁语：Hispania Ulterior）在罗马共和国时期位于希斯帕尼亚贝提卡地区，在今西班牙的瓜达尔基维尔河谷并延伸至卢西塔尼亚全境。